# Le Valat de Solan
Le Valat de Solan este o arie protejată (sit de importanță comunitară — SCI) din Franța întinsă pe o suprafață de 58 ha, integral pe uscat.

## Localizare
Centrul sitului Le Valat de Solan este situat la coordonatele 44°06′44″N 4°29′48″E / 44.11222°N 4.49667°E.

## Înființare
Situl Le Valat de Solan a fost declarat arie specială de conservare în baza directivei 92/43 din 1992 referitoare la conservarea habitatelor naturale și a faunei și florei sălbatice pentru a proteja 3 specii de animale.

## Biodiversitate
Situată în ecoregiunea mediteraneană, aria protejată conține 6 habitate naturale: Pajiști uscate seminaturale și facies de acoperire cu tufișuri pe substraturi calcaroase (Festuco-Brometalia) (* situri importante pentru orhidee), Păduri de Quercus ilex și Quercus rotundifolia, Pajiști umede mediteraneene cu ierburi înalte de Molinio-Holoschoenion, Ape puternic oligomezotrofe cu vegetație bentonică cu Chara spp., Izvoare petrifiante cu formare de travertin (Cratoneurion), Galerii de Salix alba și de Populus alba.
La baza desemnării sitului se află mai multe specii protejate de  nevertebrate (3): Austropotamobius pallipes, croitorul mare al stejarului (Cerambyx cerdo), rădașcă (Lucanus cervus).
Pe lângă speciile protejate, pe teritoriul sitului au mai fost identificate 3 specii de plante, 1 specie de amfibieni.